# Moravskoslezská fotbalová liga 2022/2023
Moravskoslezská fotbalová liga 2022/23 byla 32. ročníkem Moravskoslezské fotbalové ligy, která je jednou ze skupin 3. nejvyšší soutěže ve fotbale v Česku. Tento ročník začal v pátek 5. srpna 2022 úvodním zápasem 1. kola a skončil 17. června 2023.

## Formát soutěže
V sezóně se utkalo 18 týmů každý s každým dvoukolovým systémem podzim–jaro. Vítěz si vybojujoval právo startu ve vyšší soutěži, tedy ve Fortuna Národní lize (FNL). 

## Změny týmů oproti ročníku 2021/22
- Z FNL 2021/22 nikdo nesestoupil.
- Do FNL 2022/23 postoupilo mužstvo SK Sigma Olomouc „B“.
- Tým FC Dolní Benešov se odhlásil z předchozího ročníku soutěže, stal se tedy jedním ze sestupujících. Druhým sestupujícím byl tým FC Vysočina Jihlava „B“.
- Tým FC Vratimov přeprodal licenci do MSFL týmu MFK Vítkovice.[3]
- Tým FC Viktoria Otrokovice změnil svůj název na SK Kvítkovice.
- Z nižších lig postoupily týmy FK Hodonín, SK Hranice a 1. BFK Frýdlant nad Ostravicí.

## Konečná tabulka
| Poř. | Tým                               | Z  | V  | R  | P  | VG | OG | B  |
| ---- | --------------------------------- | -- | -- | -- | -- | -- | -- | -- |
| 1.   | SK Hanácká Slavia Kroměříž        | 34 | 23 | 8  | 3  | 87 | 36 | 77 |
| 2.   | FC Hlučín                         | 34 | 23 | 6  | 5  | 74 | 35 | 75 |
| 3.   | FC Slovan Rosice                  | 34 | 20 | 6  | 8  | 59 | 30 | 66 |
| 4.   | SK Uničov                         | 34 | 20 | 5  | 9  | 76 | 37 | 65 |
| 5.   | FC Baník Ostrava „B“              | 34 | 20 | 5  | 9  | 89 | 47 | 65 |
| 6.   | FK Hodonín (N)                    | 34 | 16 | 7  | 11 | 56 | 47 | 55 |
| 7.   | 1. FC Slovácko „B“                | 34 | 13 | 10 | 11 | 61 | 46 | 49 |
| 8.   | FC Fastav Zlín „B“                | 34 | 13 | 6  | 15 | 50 | 49 | 45 |
| 9.   | FK Blansko                        | 34 | 13 | 5  | 16 | 57 | 59 | 44 |
| 10.  | FK Frýdek-Místek                  | 34 | 11 | 10 | 13 | 46 | 48 | 43 |
| 11.  | SK Kvítkovice                     | 34 | 12 | 7  | 15 | 58 | 68 | 43 |
| 12.  | 1. SC Znojmo                      | 34 | 11 | 8  | 15 | 43 | 67 | 41 |
| 13.  | SK Hranice (N)                    | 34 | 11 | 8  | 15 | 45 | 59 | 41 |
| 14.  | ČSK Uherský Brod                  | 34 | 9  | 7  | 18 | 40 | 61 | 34 |
| 15.  | 1. BFK Frýdlant nad Ostravicí (N) | 34 | 8  | 10 | 16 | 43 | 74 | 34 |
| 16.  | SFK Vrchovina                     | 34 | 8  | 7  | 19 | 34 | 57 | 31 |
| 17.  | FC Velké Meziříčí                 | 34 | 7  | 9  | 18 | 53 | 88 | 30 |
| 18.  | MFK Vítkovice (N)                 | 34 | 3  | 6  | 25 | 28 | 91 | 15 |

|  | Postup do FNL 2023/24      |
|  | Sestup do Divize D 2023/24 |
|  | Sestup do Divize F 2023/24 |